# Projectie van Goode
De (homolosine) projectie van Goode is een kaartprojectie die in 1923 werd voorgesteld door John Paul Goode. De projectie is een samenstelling van twaalf niet overal op elkaar aansluitende regio's.
Goode combineerde de mollweideprojectie voor hoge breedten en de sinusoïdeprojectie voor lage breedten tot één kaart, waarbij hij bovendien een aantal verschillende 'continentale' aanzichten combineerde om de vervormingen op hoge breedte te beperken. Daarbij ging echter de samenhang deels verloren, wat te zien is als forse inkepingen op de kaart.
De Mollweide-regio's sluiten aan op de sinusoïde langs breedtegraad 40° 44' 11,8" (noorder- en zuiderbreedte), waar de schaal langs de parallel voor de twee projecties hetzelfde is. Deze punten zijn op de kaart te zien als knikjes in de omtrek.
Het grote voordeel van deze projectie is dat de continenten worden weergegeven in de juiste afmetingen ten opzichte van elkaar, zonder grote vervormingen van de continenten zelf.